# Desvres Communal Cemetery
Desvres Communal Cemetery is een begraafplaats gelegen in de Franse plaats Desvres (Pas-de-Calais). De militaire graven worden onderhouden door de Commonwealth War Graves Commission.
De begraafplaats telt 4 geïdentificeerde Gemenebest graven uit de Eerste Wereldoorlog.